# Односи Црне Горе и Северне Македоније
Односи Црне Горе и Северне Македоније су инострани односи Црне Горе и Северне Македоније.

## Односи
Северна Македонија званично је признала Црну Гору 12. јуна 2006. године. Дипломатски односи између двије државе су успостављени 14. јуна 2006. године.

### Дипломатски представници

#### У Скопљу
- Предраг Митровић, амбасадор[2]
- Душан Мрдовић, амбасадор, 2010. -
- Душко Лалићевић, амбасадор, 2006. - 2010.[1]

#### У Подгорици
- Милена Крстева, отправник послова[3]
- Александар Василевски, амбасадор, 2010. -
- Стеван Николовски, амбасадор, 2008. - 2010.
- Слободан Ковачевски, отправник послова, 2006. -

Генерални конзулат Северне Македоније у Подгорици трансформисан је у Амбасаду 28. јула 2006. године.